# بابلو غوزمان
بابلو غوزمان (6 أبريل 1988 - ) (بالإسبانية: Pablo Guzman)‏ هو لاعب كرة طائرة الأرجنتين.